# 1154
Il 1154 (MCLIV in numeri romani) è un anno  del XII secolo.

## Eventi
- Guglielmo I di Sicilia, detto il Malo, viene incoronato Re di Sicilia.
- Prudenzio Farnese accoglie il Pontefice Adriano IV in fuga da Roma per i tumulti provocati da Arnaldo da Brescia.
- Lubecca si costituisce in Comune.
- Enrico II sale sul trono di Inghilterra.

## Nati
- 17 aprile - Sancho VII di Navarra, re († 1234)
- 23 giugno - Giovanni de Matha, presbitero e santo francese († 1213)
- 21 settembre - Sancha di Castiglia, regina († 1208)
- 2 novembre - Costanza d'Altavilla, nobile normanna († 1198)
- 11 novembre - Sancho I del Portogallo, re († 1212)
- Agnese d'Austria, nobildonna austriaca († 1182)
- Agnese d'Antiochia, regina ungherese
- Roberto II di Dreux, generale francese († 1218)
- Duncan II, conte di Fife, nobile e magistrato scozzese († 1204)
- Minamoto no Yoshinaka, militare giapponese († 1184)
- Vsevolod III di Vladimir, principe († 1212)

## Morti
- 26 febbraio - Ruggero II di Sicilia, re (n. 1095)
- 26 febbraio - Tabrisi, letterato arabo (n. 1077)
- 26 maggio - Lamberto di Bauduen, vescovo francese (n. 1084)
- 7 giugno - Al-'Abbas ibn Abi l-Futuh, berbero (n. 1115)
- 8 giugno - Guglielmo di York, arcivescovo cattolico e santo inglese
- 28 giugno - Ermengol VI di Urgell, conte (n. 1096)
- 21 luglio - Elisabetta d'Ungheria, nobile ungherese (n. 1128)
- 4 settembre - Gilberto Porretano, logico, teologo e vescovo cattolico francese (n. 1070)
- 25 ottobre - Stefano d'Inghilterra, re (n. 1096)
- 18 novembre - Adelaide di Savoia, regina (n. 1092)
- 3 dicembre - Papa Anastasio IV, papa, cardinale e vescovo cattolico italiano
- 12 dicembre - Vicelino di Oldenburg, vescovo cattolico e santo tedesco
- Al-Zafir, imam (n. 1133)
- Atto II, vescovo cattolico italiano
- Gualtiero I de Grenier, nobile
- Guiscarda di Béarn, nobile francese
- Izjaslav II di Kiev, principe russo
- Lorenzo di Durham, religioso e poeta inglese
- Matilde del Maine, nobile
- Teodato II di Costantinopoli, arcivescovo ortodosso bizantino
- Faidiva di Tolosa, nobildonna francese
- 'Izz al-Din ibn Munqidh, politico siriano

## Calendario
| Calendario 1154 | Calendario 1154 | Calendario 1154 | Calendario 1154 | Calendario 1154 | Calendario 1154 | Calendario 1154 | Calendario 1154 | Calendario 1154 | Calendario 1154 | Calendario 1154 | Calendario 1154 | Calendario 1154 | Calendario 1154 | Calendario 1154 | Calendario 1154 | Calendario 1154 | Calendario 1154 | Calendario 1154 | Calendario 1154 | Calendario 1154 | Calendario 1154 | Calendario 1154 | Calendario 1154 | Calendario 1154 | Calendario 1154 | Calendario 1154 | Calendario 1154 | Calendario 1154 | Calendario 1154 | Calendario 1154 | Calendario 1154 | Calendario 1154 |
| --------------- | --------------- | --------------- | --------------- | --------------- | --------------- | --------------- | --------------- | --------------- | --------------- | --------------- | --------------- | --------------- | --------------- | --------------- | --------------- | --------------- | --------------- | --------------- | --------------- | --------------- | --------------- | --------------- | --------------- | --------------- | --------------- | --------------- | --------------- | --------------- | --------------- | --------------- | --------------- | --------------- |
|                 | 1               | 2               | 3               | 4               | 5               | 6               | 7               | 8               | 9               | 10              | 11              | 12              | 13              | 14              | 15              | 16              | 17              | 18              | 19              | 20              | 21              | 22              | 23              | 24              | 25              | 26              | 27              | 28              | 29              | 30              | 31              |                 |
| Gennaio         | Ve              | Sa              | Do              | Lu              | Ma              | Me              | Gi              | Ve              | Sa              | Do              | Lu              | Ma              | Me              | Gi              | Ve              | Sa              | Do              | Lu              | Ma              | Me              | Gi              | Ve              | Sa              | Do              | Lu              | Ma              | Me              | Gi              | Ve              | Sa              | Do              |                 |
| Febbraio        | Lu              | Ma              | Me              | Gi              | Ve              | Sa              | Do              | Lu              | Ma              | Me              | Gi              | Ve              | Sa              | Do              | Lu              | Ma              | Me              | Gi              | Ve              | Sa              | Do              | Lu              | Ma              | Me              | Gi              | Ve              | Sa              | Do              |                 |                 |                 |                 |
| Marzo           | Lu              | Ma              | Me              | Gi              | Ve              | Sa              | Do              | Lu              | Ma              | Me              | Gi              | Ve              | Sa              | Do              | Lu              | Ma              | Me              | Gi              | Ve              | Sa              | Do              | Lu              | Ma              | Me              | Gi              | Ve              | Sa              | Do              | Lu              | Ma              | Me              |                 |
| Aprile          | Gi              | Ve              | Sa              | Do              | Lu              | Ma              | Me              | Gi              | Ve              | Sa              | Do              | Lu              | Ma              | Me              | Gi              | Ve              | Sa              | Do              | Lu              | Ma              | Me              | Gi              | Ve              | Sa              | Do              | Lu              | Ma              | Me              | Gi              | Ve              |                 |                 |
| Maggio          | Sa              | Do              | Lu              | Ma              | Me              | Gi              | Ve              | Sa              | Do              | Lu              | Ma              | Me              | Gi              | Ve              | Sa              | Do              | Lu              | Ma              | Me              | Gi              | Ve              | Sa              | Do              | Lu              | Ma              | Me              | Gi              | Ve              | Sa              | Do              | Lu              |                 |
| Giugno          | Ma              | Me              | Gi              | Ve              | Sa              | Do              | Lu              | Ma              | Me              | Gi              | Ve              | Sa              | Do              | Lu              | Ma              | Me              | Gi              | Ve              | Sa              | Do              | Lu              | Ma              | Me              | Gi              | Ve              | Sa              | Do              | Lu              | Ma              | Me              |                 |                 |
| Luglio          | Gi              | Ve              | Sa              | Do              | Lu              | Ma              | Me              | Gi              | Ve              | Sa              | Do              | Lu              | Ma              | Me              | Gi              | Ve              | Sa              | Do              | Lu              | Ma              | Me              | Gi              | Ve              | Sa              | Do              | Lu              | Ma              | Me              | Gi              | Ve              | Sa              |                 |
| Agosto          | Do              | Lu              | Ma              | Me              | Gi              | Ve              | Sa              | Do              | Lu              | Ma              | Me              | Gi              | Ve              | Sa              | Do              | Lu              | Ma              | Me              | Gi              | Ve              | Sa              | Do              | Lu              | Ma              | Me              | Gi              | Ve              | Sa              | Do              | Lu              | Ma              |                 |
| Settembre       | Me              | Gi              | Ve              | Sa              | Do              | Lu              | Ma              | Me              | Gi              | Ve              | Sa              | Do              | Lu              | Ma              | Me              | Gi              | Ve              | Sa              | Do              | Lu              | Ma              | Me              | Gi              | Ve              | Sa              | Do              | Lu              | Ma              | Me              | Gi              |                 |                 |
| Ottobre         | Ve              | Sa              | Do              | Lu              | Ma              | Me              | Gi              | Ve              | Sa              | Do              | Lu              | Ma              | Me              | Gi              | Ve              | Sa              | Do              | Lu              | Ma              | Me              | Gi              | Ve              | Sa              | Do              | Lu              | Ma              | Me              | Gi              | Ve              | Sa              | Do              |                 |
| Novembre        | Lu              | Ma              | Me              | Gi              | Ve              | Sa              | Do              | Lu              | Ma              | Me              | Gi              | Ve              | Sa              | Do              | Lu              | Ma              | Me              | Gi              | Ve              | Sa              | Do              | Lu              | Ma              | Me              | Gi              | Ve              | Sa              | Do              | Lu              | Ma              |                 |                 |
| Dicembre        | Me              | Gi              | Ve              | Sa              | Do              | Lu              | Ma              | Me              | Gi              | Ve              | Sa              | Do              | Lu              | Ma              | Me              | Gi              | Ve              | Sa              | Do              | Lu              | Ma              | Me              | Gi              | Ve              | Sa              | Do              | Lu              | Ma              | Me              | Gi              | Ve              |                 |